# Vilebrequin
Vilebrequin è un marchio di lusso francese specializzato in costumi da bagno e ready-to-wear per uomo e donna. Il marchio è stato creato nel 1971 a Saint Tropez da Fred Prysquel, fotografo e giornalista automobilistico sportivo.  Ha negozi a Saint-Tropez, Parigi, Beverly Hills, Las Vegas, Milano, Montecarlo, New York, Washington DC, Shanghai, tra gli altri. Fu a causa della passione di Prysquel per le automobili che chiamò il suo marchio, Vilebrequin, la parola francese per "albero motore"..

## Storia
Nel 1971, Fred Prysquel, fotografo e giornalista automobilistico, abbozza e ritaglia un costume da bagno da una tovaglia di carta in un caffè di Saint Tropez.  Ispirato ai costumi da bagno dei surfisti dell'epoca, creò un boxer più lungo e molto diverso dai costumi da bagno più corti e aderenti di quel periodo. Progettato in tessuto spinnaker, il suo costume da bagno era luminoso, originale e progettato per asciugarsi rapidamente al sole. Il modello battezzato "Moorea"  diventa un'icona del marchio.
Nel 1991, un altro tropeziano e specialista tessile, Loïc Berthet, si è occupato del marchio e ha aggiunto nuovi stili e modelli. Ai costumi da bagno da uomo, ha aggiunto una tasca posteriore fissata con Velcro, fori per occhielli realizzati in lega inossidabile, una fodera in cotone. Nel 1994, Vilebrequin amplia la sua collezione per includere capi per ragazzi.
Tra il 1990 e il 2000, il marchio si è ampliato in tutto il mondo e ha aperto sedi a Londra, Alassio, Ginevra, Hong Kong e Madrid. Il marchio ha anche sviluppato una rete di partner di distribuzione in oltre 50 paesi.
Nel 2012, Vilebrequin è stata acquisita dalla società americana G-III Apparel Group Ltd., che gestisce in licenza anche Calvin Klein, DKNY e Karl Lagerfeld Paris.  Roland Herlory, ex direttore generale di Hermès America Latina e Caraibi, divenne il nuovo CEO..
Nel 2013, dopo oltre 40 anni di abbigliamento maschile, Vilebrequin ha lanciato la sua prima linea da donna e ha ampliato la sua offerta di prodotti per includere anche l'abbigliamento resort e accessori da spiaggia di lusso sia per gli uomini che per le donne. Sempre nel 2013, il marchio ha rilasciato un costume da bagno da collezione da uomo ricamato in filo d'oro con solo 20 modelli disponibili. Nel 2014, il modello è stato replicato e sono stati aggiunti elementi zaffiro.
Nel 2014, Vilebrequin ha aperto negozi con particolare attenzione all'espansione in tutta l'Asia con aperture in Corea del Sud, Thailandia e Singapore..
Nel 2019 Roland Herlory ha annunciato l'espansione negli accessori e nell'abbigliamento dell'offerta ready-to-wear e di avere come primo obiettivo la Cina con l'apertura di un "pop-up store" presso la Galerie Lafayette a Pechino e una boutique in ottobre a Shanghai. Sempre nel 2019 è stata sviluppata una nuova linea nel campo della sostenibilità: il costume "Man" in cui il tessuto è composto all'80% da tessuto recuperato dall'industria tessile e al 20% da bottiglie di plastica recuperate in mare.